# Jan Zaus
Jan Eugeniusz Zaus (ur. 15 czerwca 1889 w Krakowie, zm. 14 listopada 1969 w Poznaniu) – polski konstruktor, inżynier budownictwa, wykładowca akademicki. Specjalista od konstrukcji żelbetowych.

## Życiorys
Był synem kolejarza Jana i krawcowej Marii z Fischerów. Uczył się introligatorstwa po ukończeniu dwóch klas gimnazjum, a później pracował jako czeladnik. W 1908 w Wyższej Szkole Realnej w Krakowie zdał egzamin dojrzałości jako eksternista i jeszcze tego samego roku podjął studia na Politechnice Lwowskiej. Otrzymał półdyplom i w fabryce Hillera w Brnie rozpoczął praktykę i jednocześnie kontynuował studia na tamtejszej politechnice, a później w Pradze. Podczas I wojny światowej, od sierpnia 1914 do czerwca 1915 służył w Legionach Polskich, od kwietnia 1916 do listopada 1918 w wojsku austriackim na froncie rosyjskim. Od listopada 1918 do lutego 1919 przebywał w niewoli ukraińskiej. Od kwietnia 1919 do lipca 1920 służył w Wojsku Polskim.
W 1919 złożył w Brnie końcowy egzamin dyplomowy. Uzyskał także prawo projektowania i kierowania robotami murarskimi. Dyplom nostryfikował w 1937 na Politechnice Warszawskiej.
W lipcu 1920 rozpoczął pracę dydaktyczną jako nauczyciel w Państwowej Szkole Budownictwa w Poznaniu, a od października 1922 do 1939 był wykładowcą na Wydziale Rolniczo-Leśnym Uniwersytetu Poznańskiego. Równocześnie od sierpnia 1922 do lutego 1932, w Zarządzie Miejskim w Poznaniu, pełnił funkcję inżyniera statyka i założył tam stację doświadczalną materiałów budowlanych, od lutego 1932 był naczelnikiem wydziału tamże.

Podczas II wojny światowej został wysiedlony do Warszawy, gdzie pracował jako kierownik Biura Budowy w Gazowni Miejskiej zdając tam egzamin na mistrza murarskiego. Uwięziony pod koniec wojny, ale zbiegł z transportu.

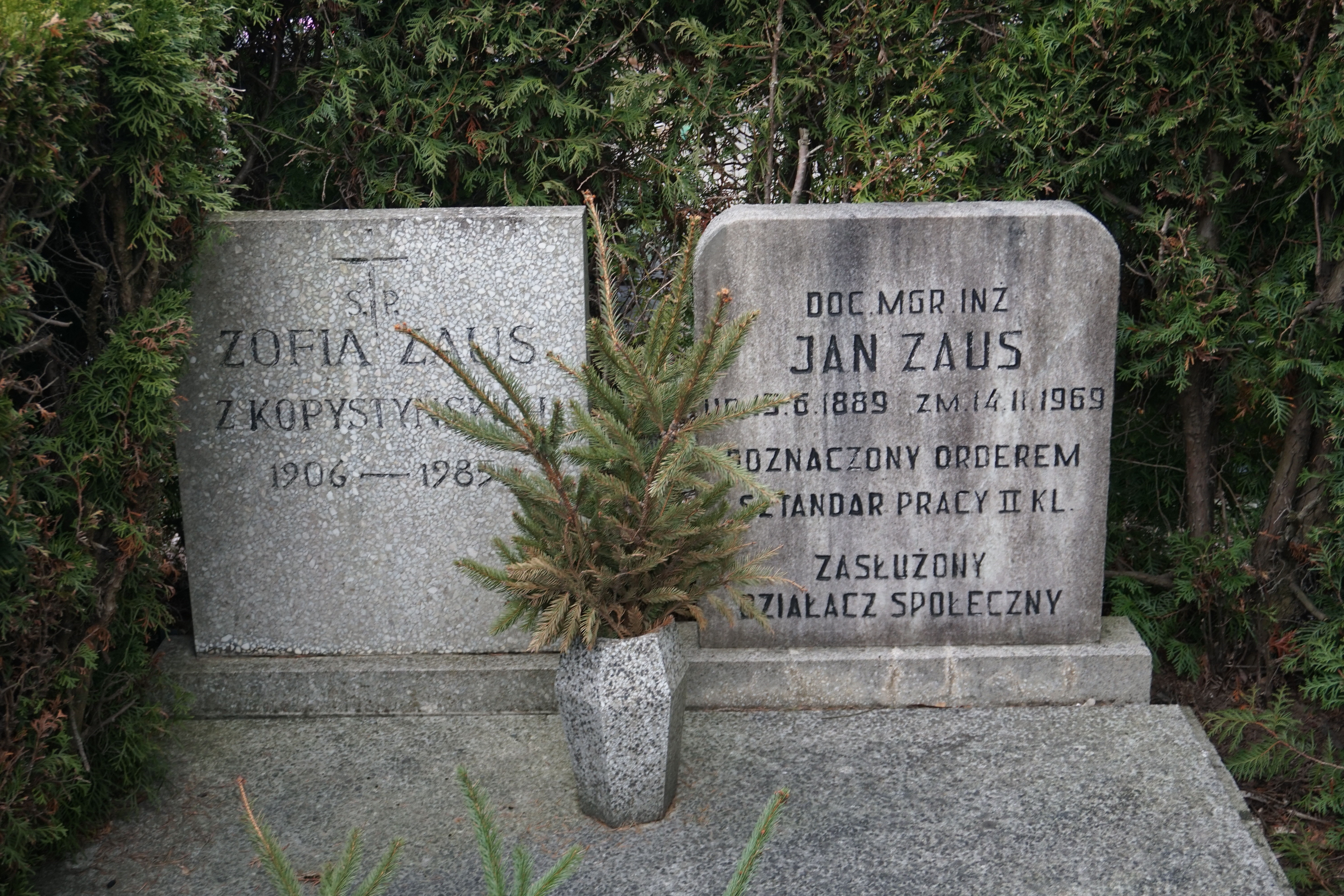
Grób prof. Jana Zausa na Cmentarzu Junikowskim

Po powrocie do Poznania w 1945 został mianowany naczelnikiem Wydziału Odbudowy Urzędu Wojewódzkiego i nadzwyczajnym komisarzem odbudowy miast i wsi województwa poznańskiego. W latach 1946–1968 dyrektor Zjednoczenia Przemysłu Materiałów Budowlanych w Poznaniu i naczelnik odbudowy województwa poznańskiego. Wówczas założył czasopismo „Materiały Budowlane”, zamieszczając w nim również i swoje artykuły. W 1947 rozpoczął pracę naukowo–dydaktyczną w Szkole Inżynierskiej w Poznaniu obejmując wykłady ze statyki budowlanej. W 1950 uczestniczył w organizowaniu Wieczorowej Szkoły Inżynierskiej, a w latach 1950–1952 był dziekanem Wydziału Budownictwa Lądowego oraz w latach 1952–1955 rektorem tej uczelni. W latach 1955–1956 prorektor Politechniki Poznańskiej do spraw Studiów wieczorowych. W 1957 został docentem.

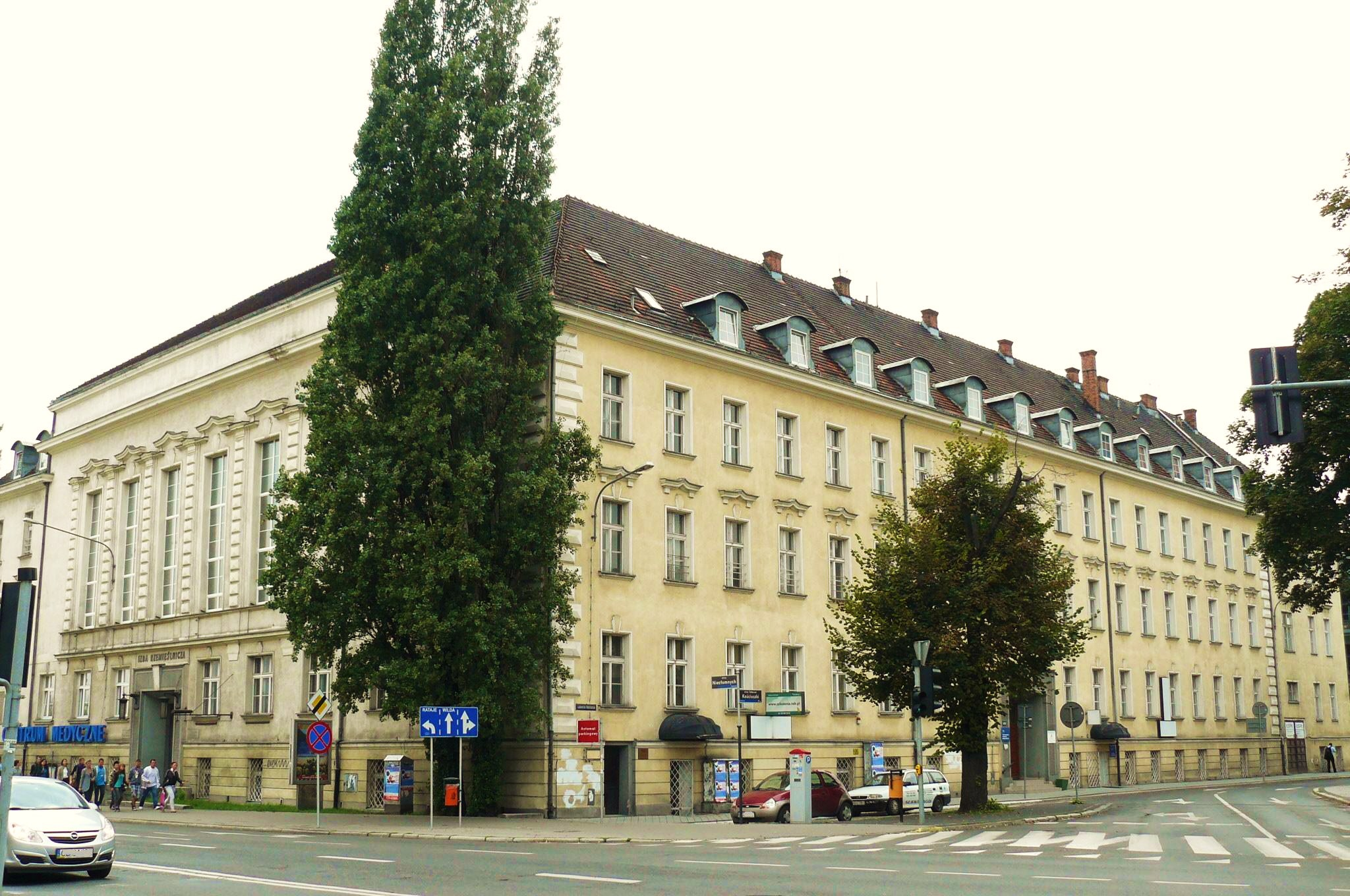
Izba Rzemieślnicza w Poznaniu

Zaprojektował konstrukcje następujących obiektów:
- Dom Żołnierza w Poznaniu,
- Izba Rzemieślnicza w Poznaniu,
- Izba Skarbowa w Poznaniu,
- I Oddział ZUS w Poznaniu,
- liceum i internat sióstr Urszulanek w Poznaniu,
- gmach BGK w Poznaniu,
- I Oddział PKO BP w Poznaniu,
- KW PZPR w Poznaniu,
- Szpital Onkologiczny na Garbarach w Poznaniu,
- szkoły TPD[4].

Był członkiem Komisji Nauk Technicznych Poznańskiego Towarzystwa Przyjaciół Nauk, a także pełnił liczne funkcje polityczne i społeczne w PPS, następnie PZPR, Wojewódzkiej Radzie Narodowej, Naczelnej Organizacji Technicznej, Froncie Narodowym, Związku Nauczycielstwa Polskiego, Towarzystwie Przyjaźni Polsko-Radzieckiej. Członek założyciel Polskiego Związku Inżynierów Budowlanych. Był także prezesem Klubu Sportowego „Budowlani” (1947) oraz komandorem Yacht Klubu w Poznaniu.
Dwukrotnie żonaty. Po raz pierwszy z Marią Lorenc, od 19 marca 1932 z Krystyną z Kopystyńskich (1906–1985), z którą miał syna Jana Stanisława (1935–2020).
Został pochowany 18 listopada 1969 w Alei Zasłużonych na Cmentarzu Junikowo w Poznaniu (AZ-P-55).

## Ordery i odznaczenia
- Order Sztandaru Pracy II klasy (1969)[7]
- Krzyż Kawalerski Orderu Odrodzenia Polski (dwukrotnie: 1938, 1957)[7]
- Złoty Krzyż Zasługi (dwukrotnie: po raz pierwszy 1937[3], 29 września 1955[9])
- Medal 10-lecia Polski Ludowej (24 lutego 1955)[10]
- Medal Dziesięciolecia Odzyskanej Niepodległości (1929)[7]
- Odznaka 1000-lecia Państwa Polskiego (1966)[7]
- Złota Odznaka Honorowa Miasta Poznania[7]
- Złota Odznaka Honorowa NOT[7]
- Złota Odznaka Honorowa TPPR[7]
- Złota Odznaka Honorowa PZITB[7]
- Odznaka „Zasłużony Działacz Ruchu Spółdzielczego”[7]
- Medal Budowniczego Parku-Pomnika Braterstwa Broni i Przyjaźni Polsko-Radzieckiej (1967)[7]

## Wybrane publikacje
- Żelbet (1926)
- Statyka budowli i wytrzymałości materiałów budowlanych (1952)
- Budownictwo żelbetowe cz. 1–2 (1953–1955)
- Zasady technologii robót budowlanych, cz. 1–2 (1959–1960)[5]